# Шелковское сельское поселение
Шелковское се́льское поселе́ние — муниципальное образование в Шелковском районе Чечни Российской Федерации.
Административный центр — станица Шелковская.

## История
Статус и границы сельского поселения установлены Законом Чеченской Республики от 14 июля 2008 года № 42-РЗ «Об образовании муниципального образования Шелковской район и муниципальных образований, входящих в его состав, установлении их границ и наделении их соответствующим статусом муниципального района и сельского поселения».

## Население
| 2010    | 2012    | 2013    | 2014    | 2015    | 2016    | 2017    |
| ------- | ------- | ------- | ------- | ------- | ------- | ------- |
| 11 112  | ↗11 440 | ↗11 679 | ↗11 924 | ↗12 273 | ↗12 504 | ↗12 719 |
| 2018    | 2019    | 2020    | 2021    | 2023    | 2024    |         |
| ↗12 913 | ↗13 293 | ↗13 773 | ↘12 593 | ↗13 168 | ↗13 538 |         |

## Состав сельского поселения
| № | Населённый пункт | Тип населённого пункта | Население |
| - | ---------------- | ---------------------- | --------- |
| 1 | Шелковская       | станица                | ↗13 538   |